# Raio globular

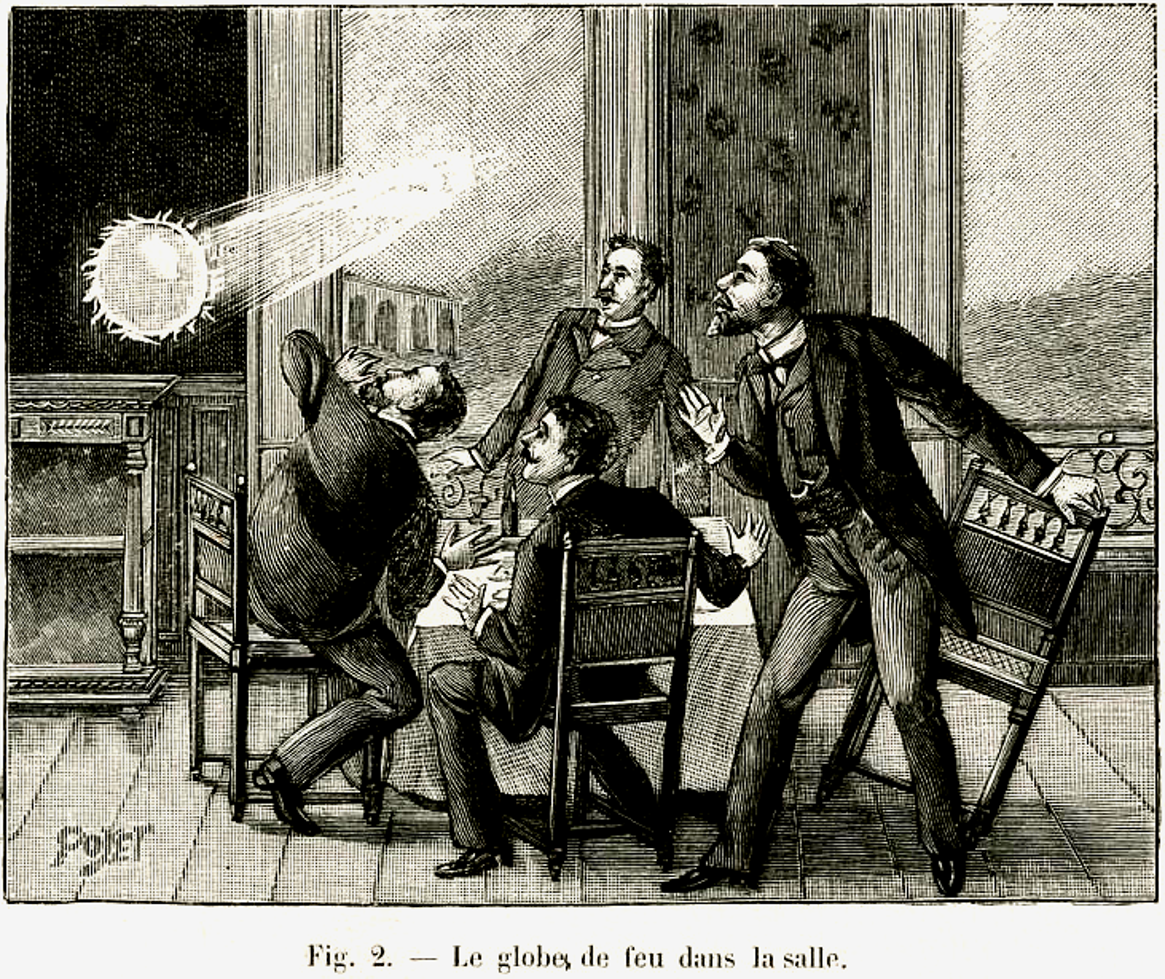
Gravura de um raio globular a entrar pela janela (1901)

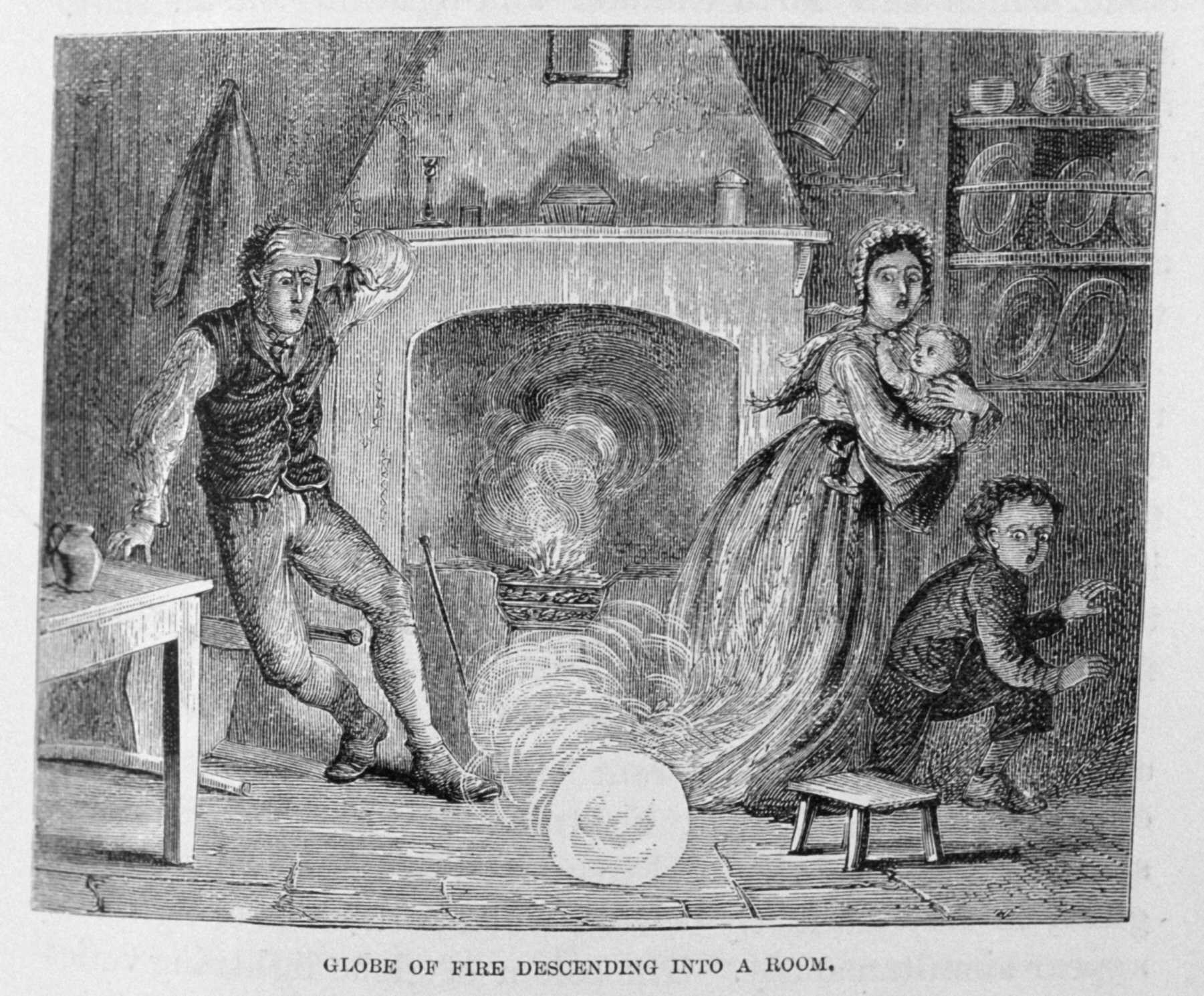
Representação de um raio globular que entrou pela chaminé (1886)

Um raio globular, relâmpago globular ou raio bola é um fenômeno atmosférico elétrico ainda inexplicado. O termo refere-se a relatos de objetos esféricos e luminosos, que variam em diâmetro do tamanho de uma ervilha a vários metros. É geralmente associado com trovoadas, mas dura muito mais tempo do que a fração de segundo de um relâmpago de raio. Muitos dos primeiros relatos dizem que a bola finalmente explode, por vezes com consequências fatais, deixando para trás o odor de enxofre.
Até os anos 1960, a maioria dos cientistas argumentavam que raios globulares não eram um fenômeno real, apesar de inúmeras aparições em todo o mundo e em diferentes épocas. Experimentos de laboratório podem produzir efeitos que são visualmente semelhantes aos relatos de raio globulares, mas ainda não se sabe se tais fenômenos estão relacionados.
Dados científicos sobre os raios globulares naturais ainda são escassos, devido à sua raridade e imprevisibilidade. A presunção de sua existência baseia-se em avistamentos públicos relatados e, portanto, tem produzido resultados um pouco inconsistentes. Diante de tais incoerências e da falta de dados confiáveis, a verdadeira natureza do relâmpago globular ainda é desconhecida.

## Possíveis explicações
Muitas hipóteses científicas sobre os relâmpagos globulares foram propostas ao longo dos séculos. Em 2007, o pesquisador Gerson Paiva conduziu e publicou uma pesquisa experimental pela Universidade Federal de Pernambuco (UFPE), em Recife, Brasil, feita com base em dados espectrográficos que foram registrados por acaso, onde propunha a hipótese do silício vaporizado. Esta hipótese sugere que o raio globular consiste de silício vaporizado que queima através do processo de oxidação. O relâmpago que golpeia o solo da Terra pode vaporizar a sílica contida no seu interior e, de alguma forma, separa o oxigênio do dióxido de silício, transformando-a em vapor de silício puro. Enquanto esfria, o silício pode condensar em um tipo de aerossol flutuante, brilhante devido ao calor do silício recombinado com o oxigênio. Os registros do experimento relatam a produção de "bolas luminosas com uma duração da vários segundos" através da evaporação de silício puro com um arco eléctrico. Vídeos e espectrografias desta experiência foram disponibilizadas. Esta hipótese ganhou apoio significativo em 2014, quando o primeiro registro de espectros de raio globulares naturais foram publicados. Os teóricos depósitos de silício no solo incluem as nanopartículas de Si, SiO e SiC.
Tem sido sugerido que um raio globular é baseado em oscilações não lineares esfericamente simétricas de partículas carregadas no plasma - o análogo de um solitão de Langmuir espacial. Essas oscilações foram descritas tanto por teorias clássicas como teorias quânticas. Verificou-se que as oscilações de plasma mais intensas ocorrem nas regiões centrais de um raio globular. Sugeriu-se que estados ligados de partículas carregadas oscilantes com spins orientados opostamente - o análogo de pares de Cooper - podem aparecer dentro de um raio globular. Este fenómeno, por sua vez, pode levar a ideia de um estado supercondutor da matéria dentro de um raio globular. A ideia da supercondutividade em um raio globular foi considerada anteriormente. A possibilidade de existência de um raio globular com um núcleo composto também foi discutido neste modelo.

## Imaginário popular
Não há como falar sobre relâmpago globular inteiramente sem pelo menos mencionar as alegorias e repercussões sociais advindas do imaginário popular a respeito desse fenômeno. Nesse aspecto, o conceito de Objeto voador não identificado torna o relâmpago globular um candidato perfeito, já que se trata de um fenômeno raro, pouco documentado, e cuja ocorrência, somada a crenças muitas vezes pseudocientíficas, leva as pessoas comuns a especular sobre a possibilidade do relâmpago globular constituir elemento de uma realidade fantástica.